# إيغور (لاعب كرة قدم)
إيغور (بالبرتغالية: Igor Siqueira Pessanha‏) هو لاعب كرة قدم برازيلي في مركز الهجوم، ولد في 14 يونيو 1988 في كامبوس دوس غويتاكازس في البرازيل. لعب مع أتلتيكو باراناينسي وإشبيلية أتلتيكو وسانتو أندريه ونادي بيلينينسش ونادي جوفنتودي ونادي كورينثيانز.